# رينو شابديلين
رينو شابديلين هو محامي وسياسي كندي، ولد في 27 مارس 1911 في نيكوليت في كندا، وتوفي في 1 سبتمبر 1971. نشط حزبياً في الحزب الكندي التقدمي المحافظ. وقد انتخب عضو مجلس العموم الكندي.